# NKリサイクル
NKリサイクル株式会社は、東京都瑞穂町に本社・工場を、埼玉県入間市に収運拠点を置く廃タイヤ処理会社である。

## 概要
都内唯一の廃タイヤの 産業廃棄物処理施設である。売上高の約77％が廃タイヤの処分・収集運搬による産業廃棄物処理売上。処分（兼製造）後の全量を燃料用タイヤチップ・原料用タイヤチップとして販売しており、最終処分場への処理委託は行わず創業以来「リサイクル率100％」を継続している。また、廃棄物処理法（法第6条の3）により、廃タイヤが適正処理困難物となっていることから、地域の家庭から排出される一般廃棄物扱いの廃タイヤの受入も行っている。さらに近年は中古タイヤの販売、ゴム・リサイクル製品の開発・販売等を行っている。
平成26年より損害保険代理店業にも進出している。

### 主な事業内容
- 廃タイヤ（使用済みタイヤ）、廃合成ゴム製品の処理

乗用車用タイヤ/トラック・バス用タイヤ/建設・産業・農業車両用タイヤ/航空機用タイヤ/二輪自動車用のタイヤ・チューブ/一部工業用ゴム製品/その他関連する廃プラスチック類の中間処理（破砕・切断）・収集運搬
- 燃料用廃タイヤチップ等の製造

PC（乗用車タイヤ）を破砕処理した5センチサイズの燃料用タイヤチップ、TB・LTを32分割に切断した燃料用カットタイヤを、国内バイオマスボイラー等所有企業に供給している。
- 中古タイヤ、中古ホイールの販売
- ゴム・リサイクル製品の販売[1]
- ホイール付きタイヤの買取
- 新品タイヤの販売

### 関連会社
親会社の直江津海陸運送は港湾荷役を本業とする会社であり、NKリサイクルが製造するタイヤチップの車両輸送および、全国得意先への内航船輸送を行っている。
姉妹会社海陸エコプロダクツは上越市において、NKリサイクルとほぼ同内容・同規模の廃タイヤ処理工場の運営を行っている。

### 社名
社名の「NK」は、親会社である直江津海陸運送の略称をあらわす。
読みは「エヌケイリサイクル」としている。 

### ロゴ・社章

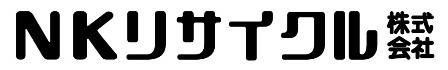
社名ロゴ

社名には柔らかい曲線を用いたデザインを使用している。

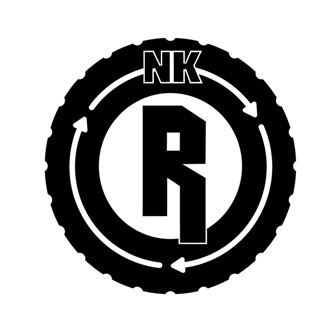
社章・NK（タイヤ）リサイクル

社章には、平成15年のRPS法施行を受けて試行した、平成16年度資源エネルギー庁補助事業「Hiタイヤ再生ラボ」で用いたデザインに「NK」の文字を追加することでデザインを変更した。

### ミッション
Value Creation by SCRAP TIRE 「廃タイヤから価値あるモノを創造しよう」

## 沿革
- 2003年（平成15年） - 新エネ等電気利用法（RPS法（FIT法の前身））が施行される
- 2004年（平成16年） - 4月21日 会社設立（旧商号：ティーエスマテリアル）／東京都（燃料用タイヤチップ）製造業認可取得／11月 工場竣工式
- 2005年（平成17年） - 直江津港をストックヤードとして内航船によるタイヤチップの供給を開始
- 2006年（平成18年） - 経済産業省新連携対策補助金採択
- 2007年（平成19年） - 東京都産業廃棄物処理施設設置許可取得、東京都経営革新計画承認
- 2008年（平成20年） - 東京都産業廃棄物処分業許可取得（破砕：64トン／日（8時間））／リーマンショック発生
- 2009年（平成21年） - M&Aにより直江津海陸運送の傘下企業となる／上越市に姉妹会社海陸エコプロダクツ設立
- 2010年（平成22年） - 収集運搬業許可（11都県）取得
- 2011年（平成23年） - 古物商許可（東京都公安委員会）を取得／現商号に変更／東日本大震災発生
- 2012年（平成24年） - 電子マニフェストシステムを導入／FIT法が施行される
- 2013年（平成25年） - 中小企業庁 地域需要創造型等起業・創業促進補助金（第二創業）採択／瑞穂町商工会 入会
- 2014年（平成26年） - 損害保険ジャパン代理店契約／環境管理委員会（EA21事務局）を設置／設立10周年
- 2015年（平成27年） - 環境省 環境マネジメントシステム・エコアクション21 認証取得／安全衛生委員会を設置
- 2016年（平成28年） - 変更許可により処理能力を増強（切断：93.1トン／日（24時間））
- 2017年（平成29年） - 変更許可により処理能力を増強（破砕：128トン／日（16時間））
- 2018年（平成30年） - 都 優良産廃業者第三者評価第一種認定／（一社）東京都産業資源循環協会・東京都職業能力開発協会入会／レク委員会設置
- 2019年（令和元年）  - 埼玉基地を入間市寺竹に開設
- 2020年（令和02年） ‐ 年間処理数量12,000tを達成／新型コロナウイルス感染症が流行
- 2021年（令和03年） - ５０ｔ（都公認）トラックスケールを更新
- 2022年（令和04年） - 破砕機 Barclay Roto-Shred Inc. ２台更新／中小企業庁 先端設備等導入計画 認定／露宇戦争勃発
- 2023年（令和05年） - 有価物取扱い作業効率化のため、SAKAMOTOTEX タイヤホイールクイック分離機を導入
- 2024年（令和06年） - 関東運輸局 倉庫業登録／15年ぶりに債務超過解消／設立20周年記念式・祝賀会を挙行
- 2025年（令和07年） - 設立20周年記念事業としてネットショップ 中古タイヤ たいくる（TIRE CREW）をオープン

## 許可・認可・認証
- 東京都産業廃棄物処分業（第13-20-140609号，廃プラスチック類，中間処理-破砕 128ｔ／日，中間処理-切断 93.1ｔ／日）
- 東京都産業廃棄物処理施設設置許可（産施第10034号，破砕128ｔ／日）
- 東京都建築基準法第51条ただし書許可（28多建建三建第1459号）
- 産業廃棄物収集運搬業許可（東京都・埼玉県・神奈川県・山梨県]・群馬県・福島県・茨城県・栃木県・千葉県・静岡県・新潟県／11都県）
- 古物商許可（東京都公安委員会308821104708）
- 東京都製造業認可（環多改工1-10）
- 倉庫業登録（関交環物第７８７号 第一類建屋型倉庫（東京））
- 環境省 環境規格エコアクション21（認証番号0010922）
- 東京都 優良産廃業者第三者評価認定（処分業・第一種「エキスパート」認定／収運業・第二種「プロフェッショナル」）
- 東京都 地球温暖化対策優良事業者認定（A4361 SSランク）

## 設置委員会
- 環境管理委員会（エコアクション２１事務局）
- 安全衛生委員会
- 社員レク委員会

## 社内制度
- 人材開発支援（旧キャリアアップ）制度（2015年導入）
- 企業内人材育成制度（教育訓練・職業能力評価制度／2016年導入）
- キャリア・コンサルティング制度（2016年導入）
- 退職金制度（中退共2018年加入、養老保険型追加2019年開始）
- インフルエンザ予防接種助成制度（2020年導入）
- 保養所利用制度（XIV 2021年加入）
- メンタルヘルス-ストレスチェック制度（2022年導入）